# Вылчан
Вылчан (болг. Вълчан) — село в Болгарии. Находится в Смолянской области, входит в общину Смолян. Население составляет 54 человека. Расположено в 2 км к западу от села Равнината, что в общине Рудозем.

## Политическая ситуация
Вылчан подчиняется непосредственно общине и не имеет своего кмета.
Кмет (мэр) общины Смолян — Николай Тодоров Мелемов (Граждане за европейское развитие Болгарии (ГЕРБ)) по результатам выборов 2011 года, прежде кметом была Дора Илиева Янкова (Болгарская социалистическая партия (БСП)) по результатам выборов 2007 года в правление общины.